# Kristina Train

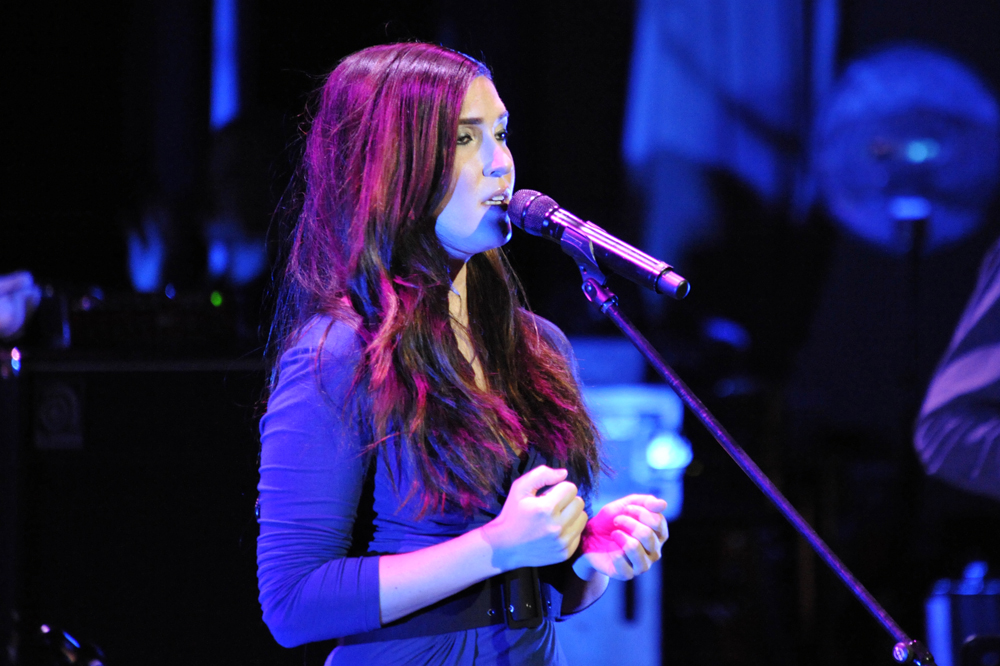
Auftritt in Warschau im November 2010 mit Herbie Hancock

Kristina Train (* 17. Januar 1982 in New York) ist eine US-amerikanische Sängerin und Songwriterin, die seit 2011 in London lebt.

## Leben
Train wurde in New York City geboren, wuchs aber in Savannah, Georgia ab dem Alter von 9 Jahren auf. Ihre Mutter, Kathy Beatty, ist Lehrerin in Savannah. Train ist ihr einziges Kind. In ihrer Jugend sang sie in Schul- und Kirchenchören und half beim Savannah Music Festival mit.
Train begann 1999 professionell mit Singen und Violinspielen.
2001 spielte Train in New York bei Blue Note Records vor, wo man ihr einen Vertrag anbot. Train gab aber dem Wunsch ihrer Mutter nach und besuchte ein College. Am College spielte sie mit einer Band in Athens, Georgia.

## Musik

### 2009: Spilt Milk
Trains Debütalbum Spilt Milk wurde am 20. Oktober 2009 veröffentlicht. Blue Note wollte ursprünglich, dass Train mit Lee Alexander, dem Produzenten von Norah Jones, zusammenarbeitet, aber Train ging stattdessen nach London und ersuchte Jimmy Hogarth ihr Album zu produzieren. Train schrieb an acht Songs des Albums mit und arbeitete mit Hogarth, Eg White und Ed Harcourt. Train arrangierte und overdubbte Streicher auf drei Takes von Spilt Milk.

### 2012: Dark Black
Am 26. Oktober 2012 erschien Kristina Trains letztes Album Dark Black in Großbritannien im Onlineverkauf und am 5. November 2012 auf CD. Beim neuen Album arbeitete sie hauptsächlich mit Ed Harcourt und dem Songwriter/Produzenten Martin Craft zusammen. Das Album wurde von Mercury Records (UK) veröffentlicht.

## Andere Projekte
Train tritt öfter als Sängerin und Violinistin mit der Band Scrapomatic auf. Auf deren Album Alligator Love Cry aus dem Jahr 2006 trat sie zudem als Songwriterin in Erscheinung.
Train spielte im August 2009 als Vorakt vor Konzerten von Chris Isaak, für Susan Tedeschi im Oktober 2009, und für Keb’ Mo’ von Oktober bis November 2009. Sie sang auch bei den T.J Martell Foundation 34th Annual Awards Gala zusammen mit Willie Nelson, Dianne Reeves und Wynton Marsalis am 28. Oktober 2009.
Train steuerte außerdem Gesang bei auf dem 2010er Album von Marc Cohn Listening Booth und Gesang und Violinspiel auf Collin Rockers 2010er Debütalbum Milkbox Love, Jukebox Blood, & Other American Favorites.
Train ging vom 15. Juni 2010 bis 23. September 2011 mit Herbie Hancock auf Tour und unterstützte Amy Macdonald im Oktober und November 2012 bei ihrer Tour durch Großbritannien.
Train schrieb den Schlusssong Salvation auf Robert Randolph and the Family Bands Album We Walk this Road, das von T-Bone Burnett produziert wurde.
Am 11. Dezember 2010 spielte Kristina Train zusammen mit Herbie Hancock, India.Arie und Greg Phillinganes beim Nobel Peace Prize Concert in Oslo, Norwegen.
Ihr Lied Dark Black aus dem gleichnamigen Album ist im Abspann des Kinofilms Die Vermessung der Welt zu hören.

## Diskografie

### Studio Albums
| Title      | Album Details                                                                            |
| ---------- | ---------------------------------------------------------------------------------------- |
| Spilt Milk | - Veröffentlicht: 20. Oktober 2009 - Label: Blue Note Records - Formate: CD, Download    |
| Dark Black | - Veröffentlicht: 5. November 2012 (UK) - Label: Mercury Records - Formate: CD, Download |